# Секунда, Шолом
Шо́лом Секу́нда (идиш שלום סעקונדאַ‎, англ. Sholom Secunda, при рождении Шлойме Абрамович Секунда; 4 сентября 1894, Александрия — 13 января 1974, Нью-Йорк) — американский еврейский композитор, работавший в жанрах академической, эстрадной, литургической музыки, а также музыки к театральным постановкам и к кинофильмам.

## Биография
Родился 4 сентября 1894 года в Александрии (ныне Кировоградская область Украины) в семье жестянщика Абрама Секунды и Анны Недобейки. В 1907 году вместе с семьей эмигрировал в США. Работал в еврейских театрах в Нью-Йорке на Второй авеню с 1937 года до начала 1940-х годов.
Написал музыку к известным еврейским песням «Бай мир бисту шейн» («Для меня ты красива»; один из вариантов на русском языке известен как «В кейптаунском порту») на слова Джейкоба Джейкобса в 1932 году для мюзикла на идише «Ме кен лебн нор ме лозт ништ» («Можно было бы жить, да не дают»), поставленного на сцене бруклинского Rolland Theater, и «Донна Донна» на слова Арна Цейтлина, которая вошла в музыкальный спектакль «Эстерке» (1940—1941), поставленный в Нью-Йоркском еврейском театре. Также написал музыку ко многим фильмам. Автор музыки к песне на идише «Моя еврейская девушка» (слова Аншеля Схора), мелодия которой позже была использована в русской песне «Москва златоглавая».
Был женат на Бетти Альмер, имел сыновей Шелдона и Юджина. Умер 13 января 1974 года в Нью-Йорке, похоронен на кладбище Монтефиоре в Куинсе.